# Peresecina, Orhei
Peresecina este un sat din raionul Orhei, Republica Moldova. Localitatea este așezată într-o regiune colinară și de șes, în Valea Micleștilor, pe râul Ichel, de-a lungul șoselei Orhei–Chișinău. Distanța până la Chișinău este de 28 km, până la Orhei 18 km.

## Istorie
Se presupune că în apropierea actualei localități s-a aflat așezarea Peresecen atribuită tribului slavic al ulicilor, existent între secolele IX și X, până când a fost capturat de către comandantul slavic Sveneld și atașat Rusiei Kievene.
Prima atestare documentară a satului datează 25 aprilie 1420:
„Din mila lui Dumnezeu, noi, Alexandru voievod, domn al Țării Moldovei. Facem cunoscut, cu această carte a noastră, tuturor celor care o vor vedea sau o vor auzi citindu-se, că această adevărată slugă a noastră și credincios boier, pan Oană vornic, a slujit mai înainte sfântrăposaților noștri înaintași cu dreapta și credincioasa slujbă, iar astăzi ne slujește nouă cu dreapta și credincioasa slujbă. De aceea, noi, văzând dreapta și credincioasa lui slujbă către noi, l-am miluit cu deosebita noastră milă și i-am dat în țara noastră, în Moldova, satele anume Corneștii, și Miclăușeni, și Lozova, și Săcărenii, și Vornicenii, și Dumeștii și Țigăneștii și Lavreștii și Sadova și Homicești. ...

Iar hotarul acestor sate care sunt la Bucovăț, să fie începând de la mănăstirea lui Vărzar, pe deasupra prisăcii lui Acibco, pe vârful Horodiștei, la vârful Lozovei, la podul lui Girlanici, de la Fântâna Mică până la Fântâna Mare, iar dela Fântâna Mare, pe deasupra, la poiana Târnaucăi, de la poiana lui Chiprian, cu moara de pe Bâc, din Lunca cea Mică, și către Poroseci, și de la Poroseci la gura Pitușcăi, la seliștea lui Tigomir, iar de la seliștea lui Tigomir, pe deasupra Homiceștilor și pe deasupra Sadovei, și de la obârșia Sadovei la gura Conelii, iar de la gura Conelii, pe deasupra, la mănăstirea lui Vărzar. Și în acest hotar să-și întemeieze prisăci, câte va putea să întemeieze. Și îi întărim hotarele vechi, pe unde au folosit din veac.

...

Iar pentru mai mare întărire a tuturor celor mai sus-scrise, am poruncit slugii noastre credincioase, pan Isaia logofăt, să scrie și să atârne pecetea noastră la această carte a noastră.

La Suceava, în anul 6928 <1420> aprilie 25.”

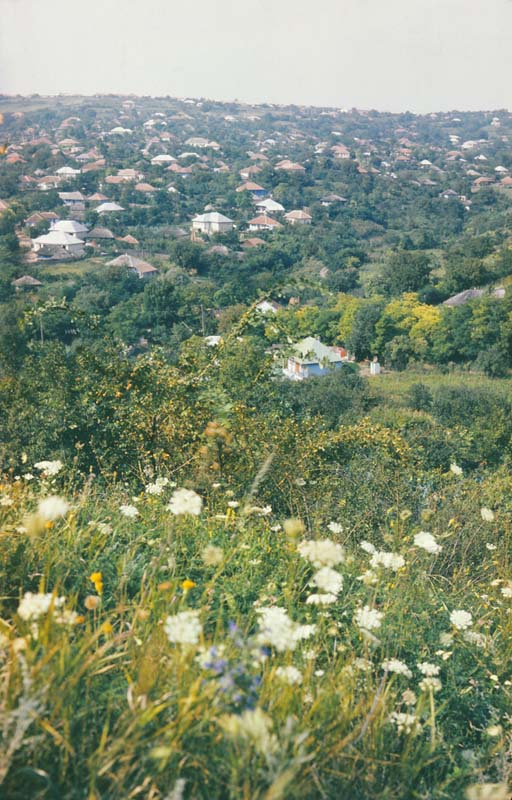
Localitatea în anii 80'.
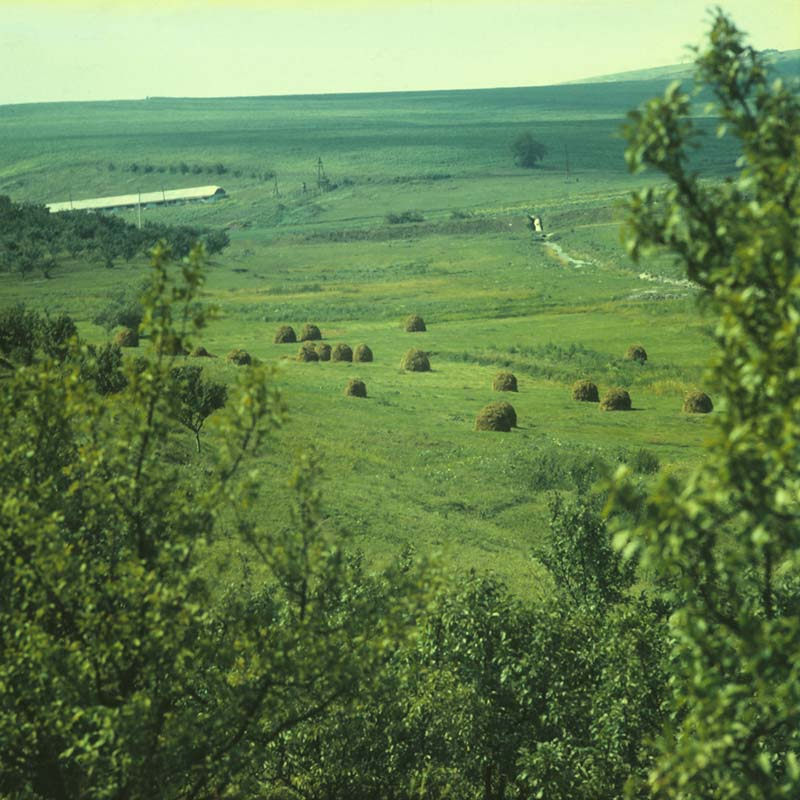
Peisaj de lângă Peresecina (1980).
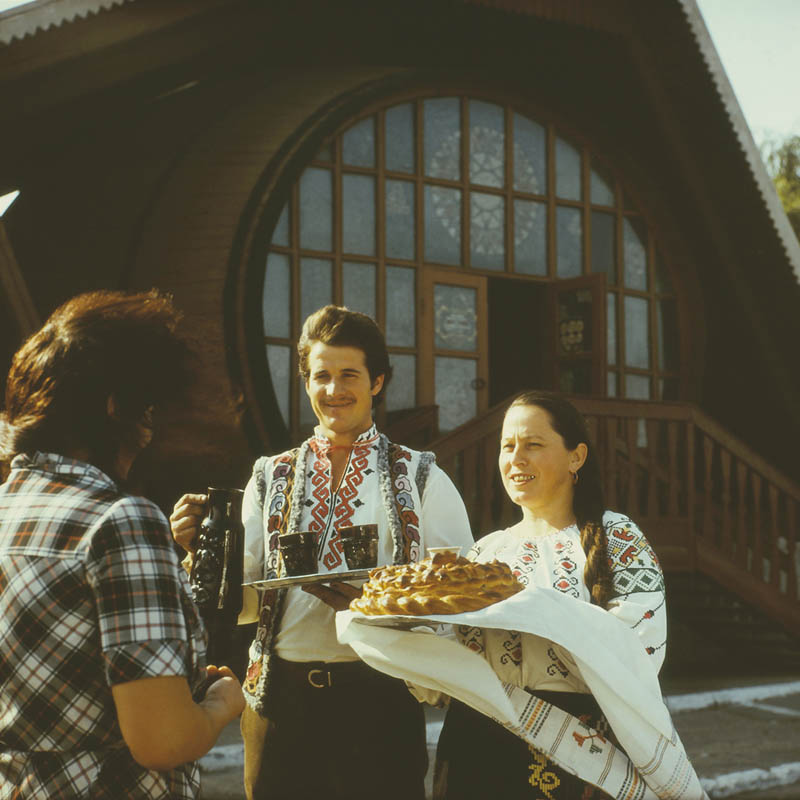
„Butoi”, fost local, care a ars în urma unui incendiu devastator.

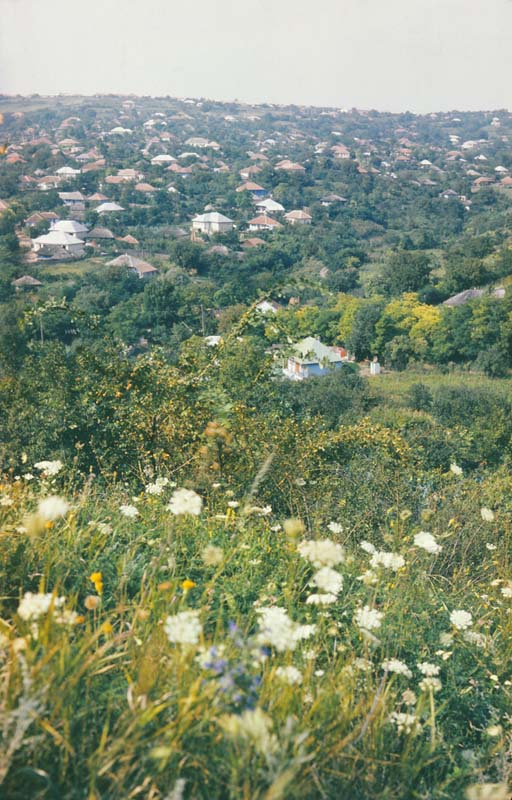
Localitatea în anii 80'.
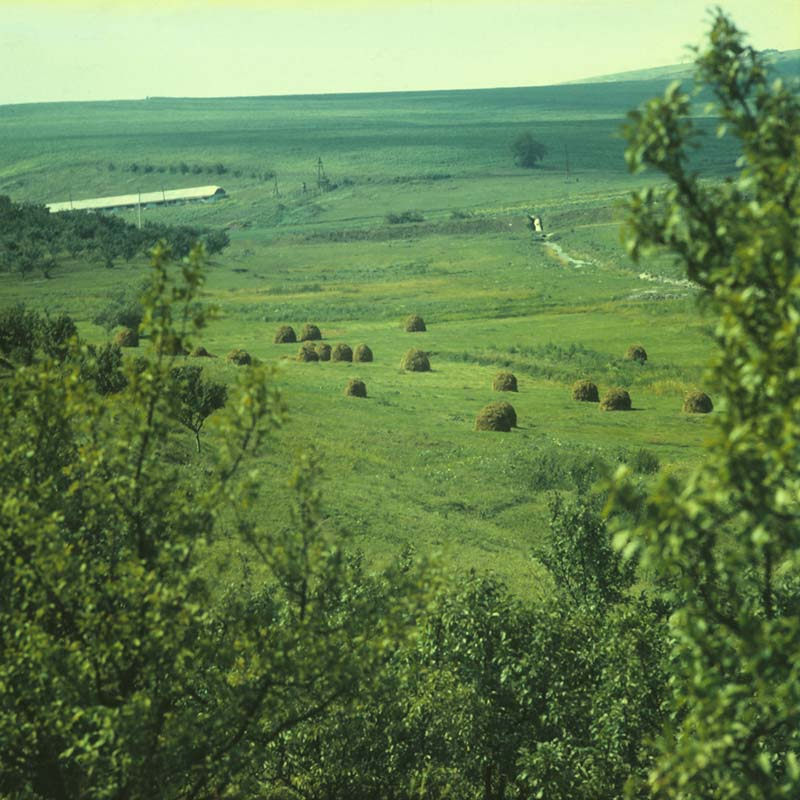
Peisaj de lângă Peresecina (1980).
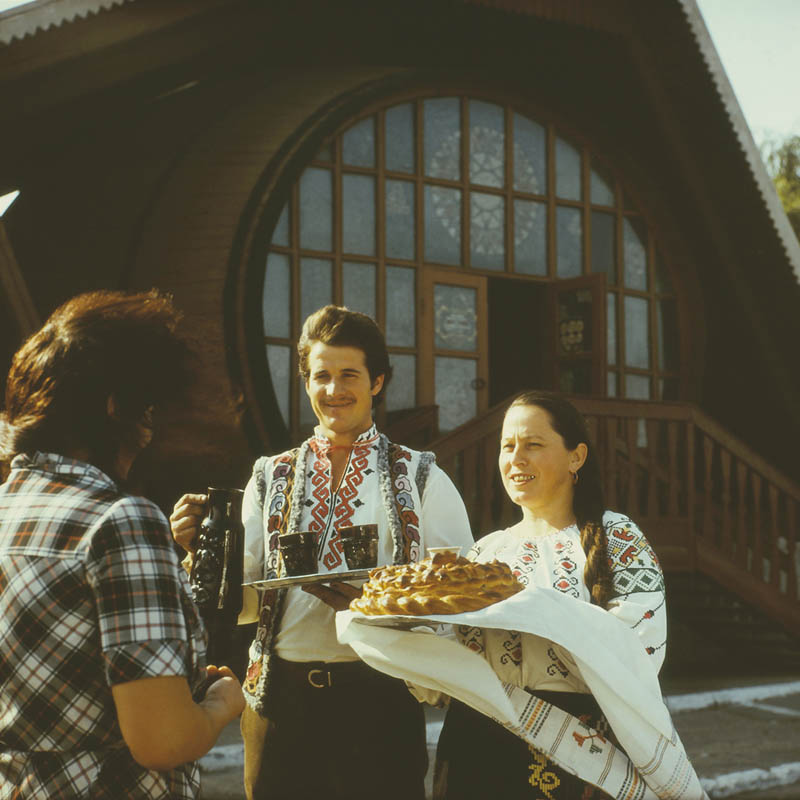
„Butoi”, fost local, care a ars în urma unui incendiu devastator.

## Administrație și politică
Componența Consiliului local Peresecina (15 consilieri), ales la 5 noiembrie 2023, este următoarea:
|  | Partid                                | Consilieri | Componență | Componență | Componență | Componență | Componență | Componență | Componență | Componență | Componență | Componență | Componență | Componență |
|  | ------------------------------------- | ---------- | ---------- | ---------- | ---------- | ---------- | ---------- | ---------- | ---------- | ---------- | ---------- | ---------- | ---------- | ---------- |
|  | Partidul Acțiune și Solidaritate      | 12         |            |            |            |            |            |            |            |            |            |            |            |            |
|  | Candidat independent NICOLAE BUZU     | 1          |            |            |            |            |            |            |            |            |            |            |            |            |
|  | Candidat independent GHEORGHE STRATAN | 1          |            |            |            |            |            |            |            |            |            |            |            |            |
|  | Mișcarea „Respect Moldova”            | 1          |            |            |            |            |            |            |            |            |            |            |            |            |

## Galerie de imagini

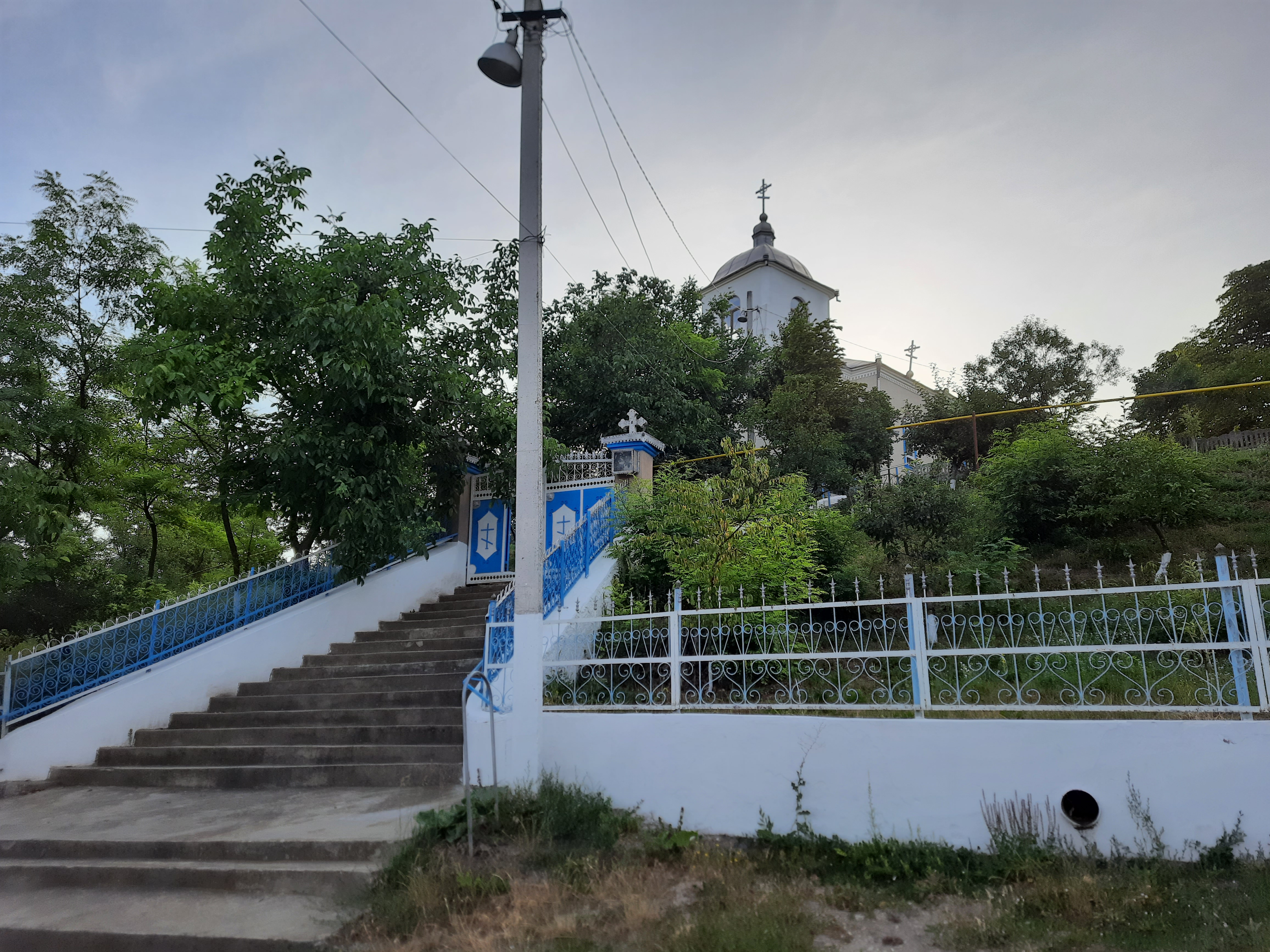
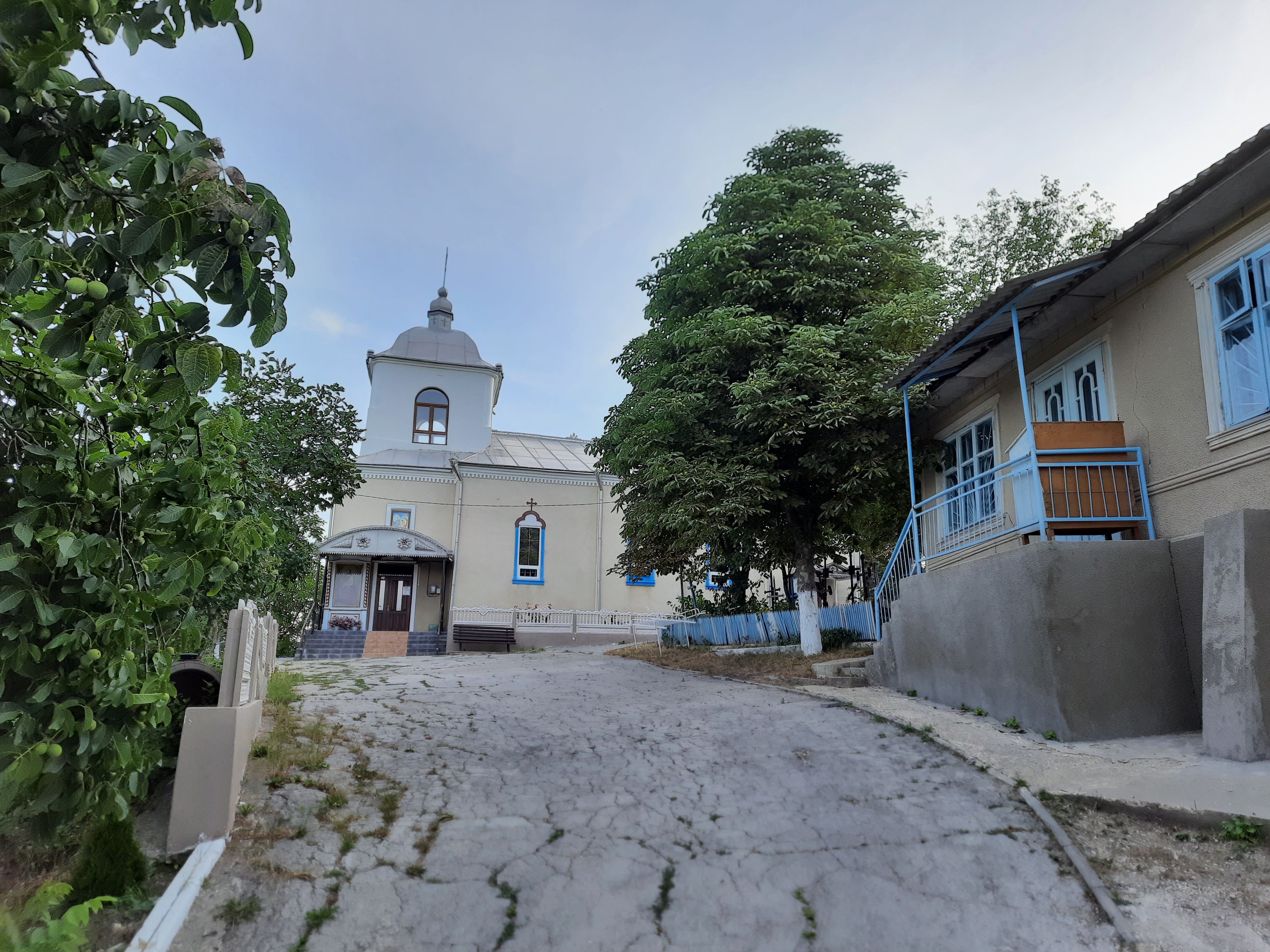
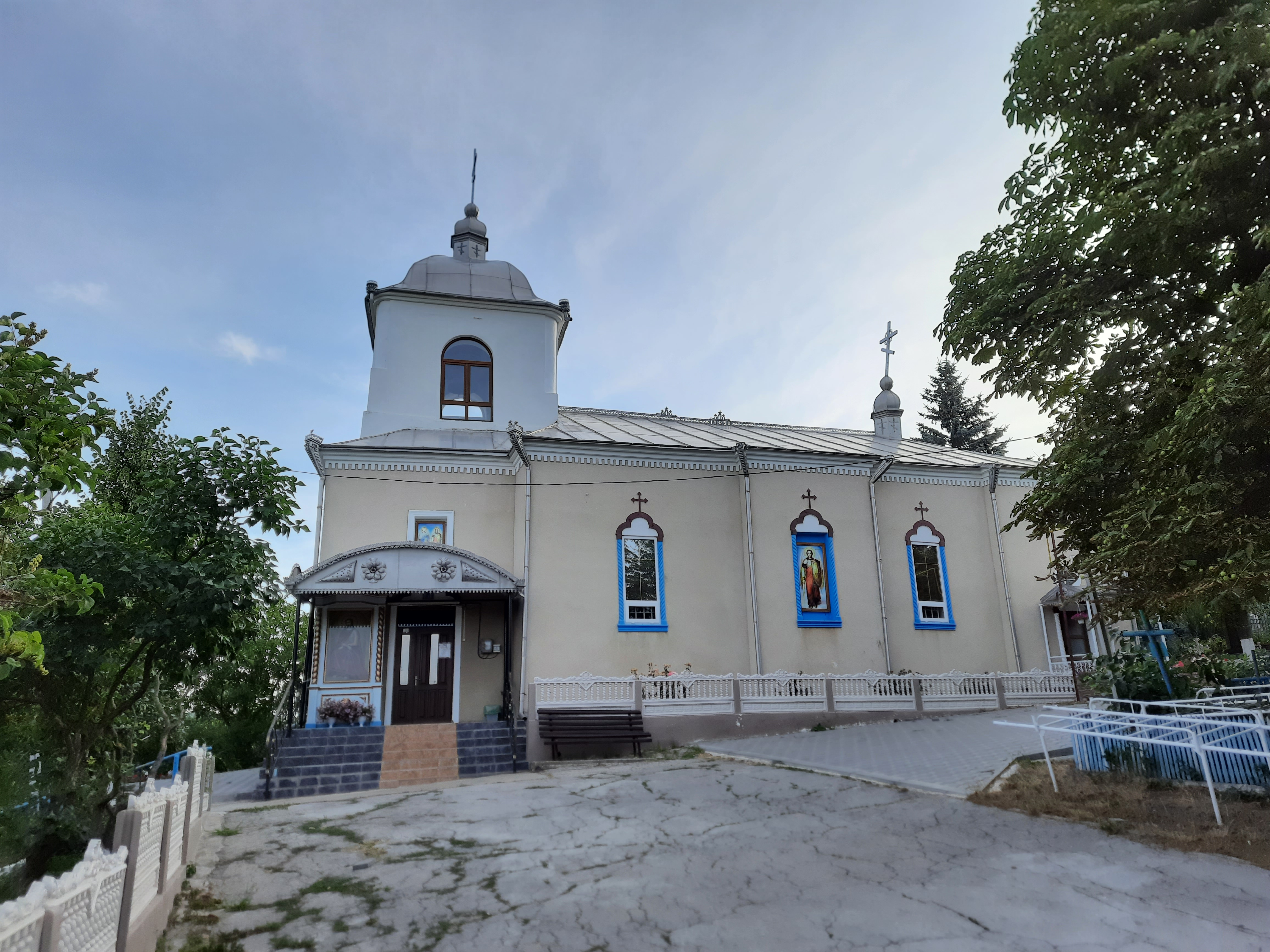
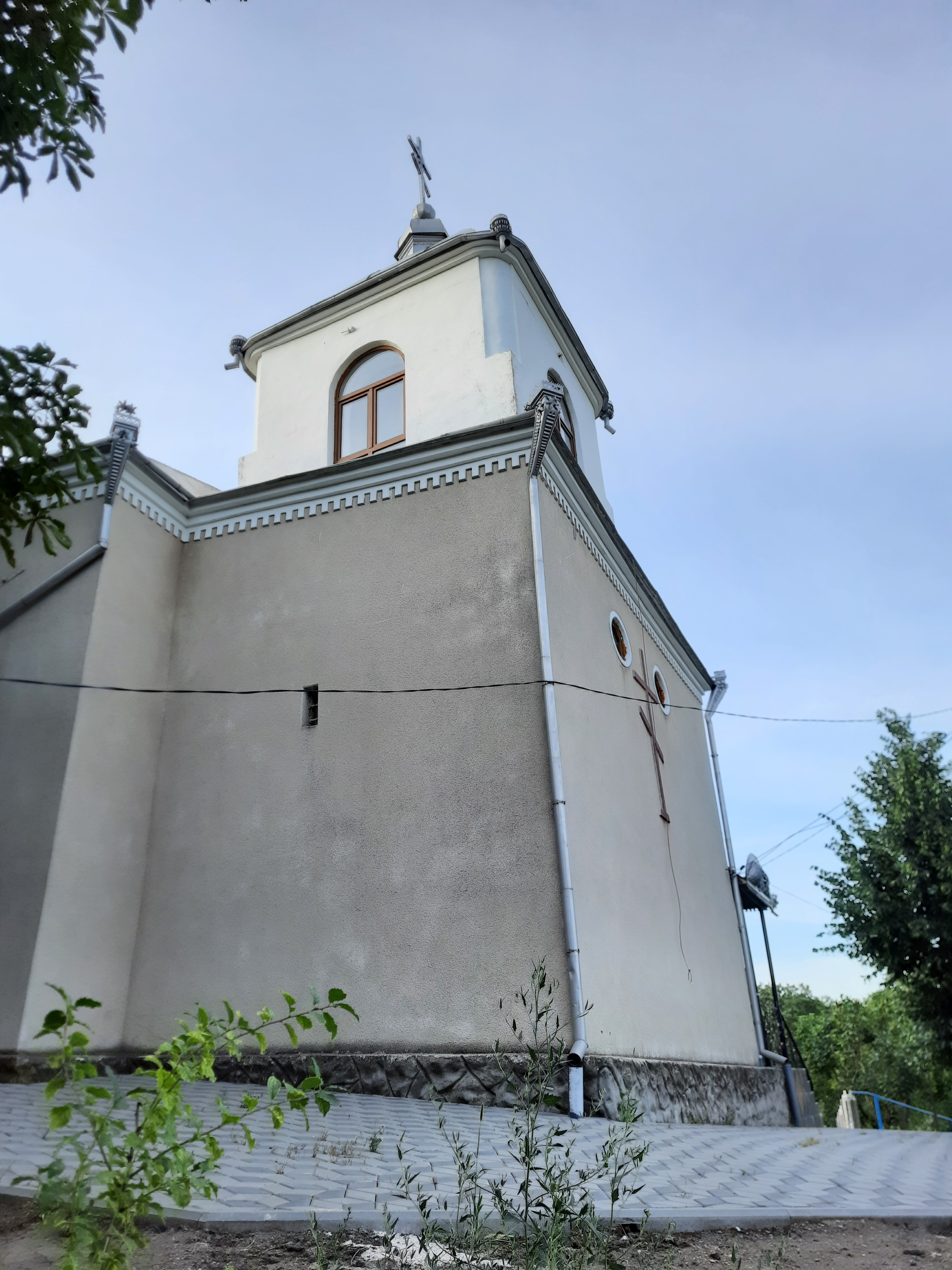

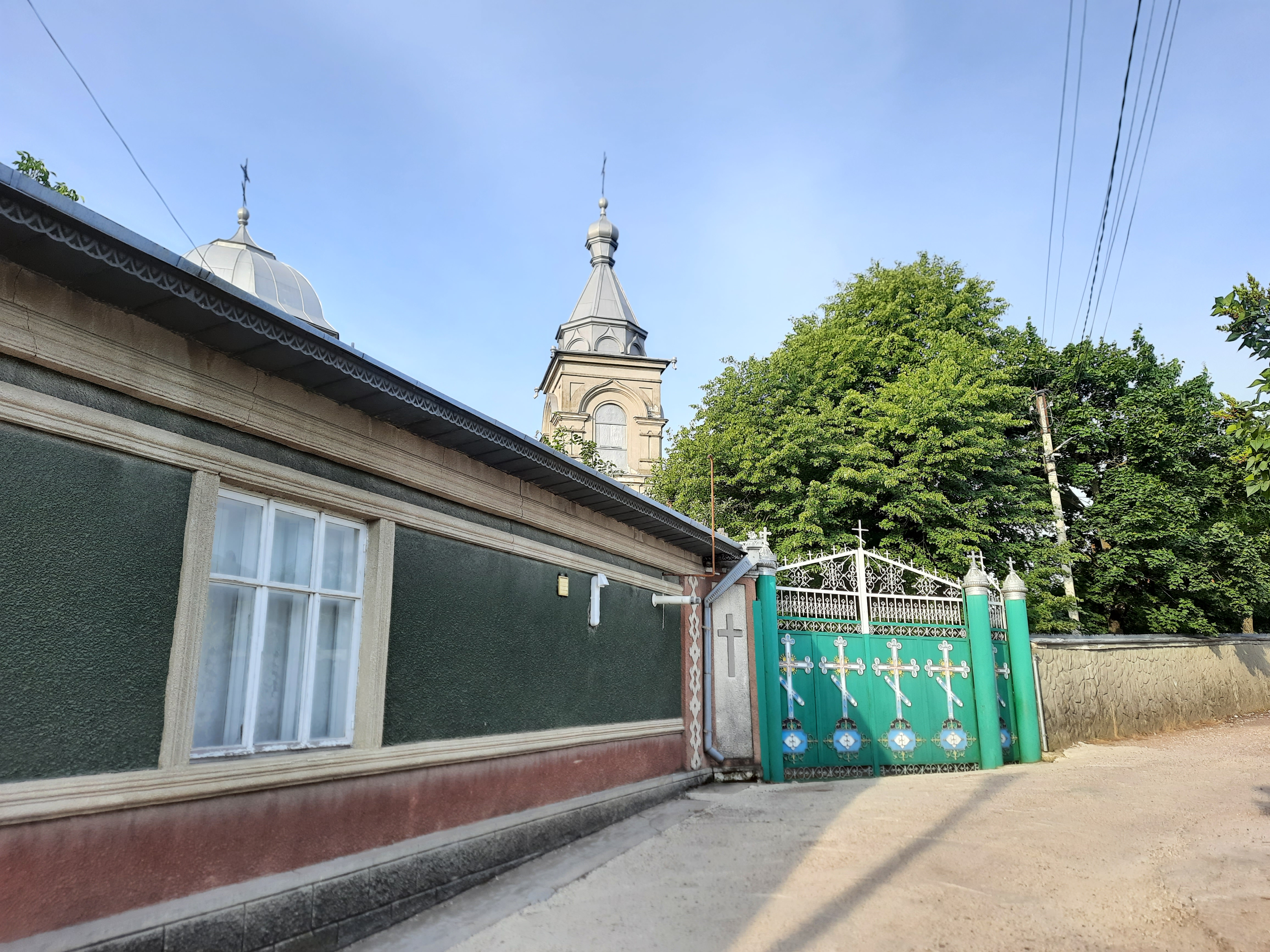
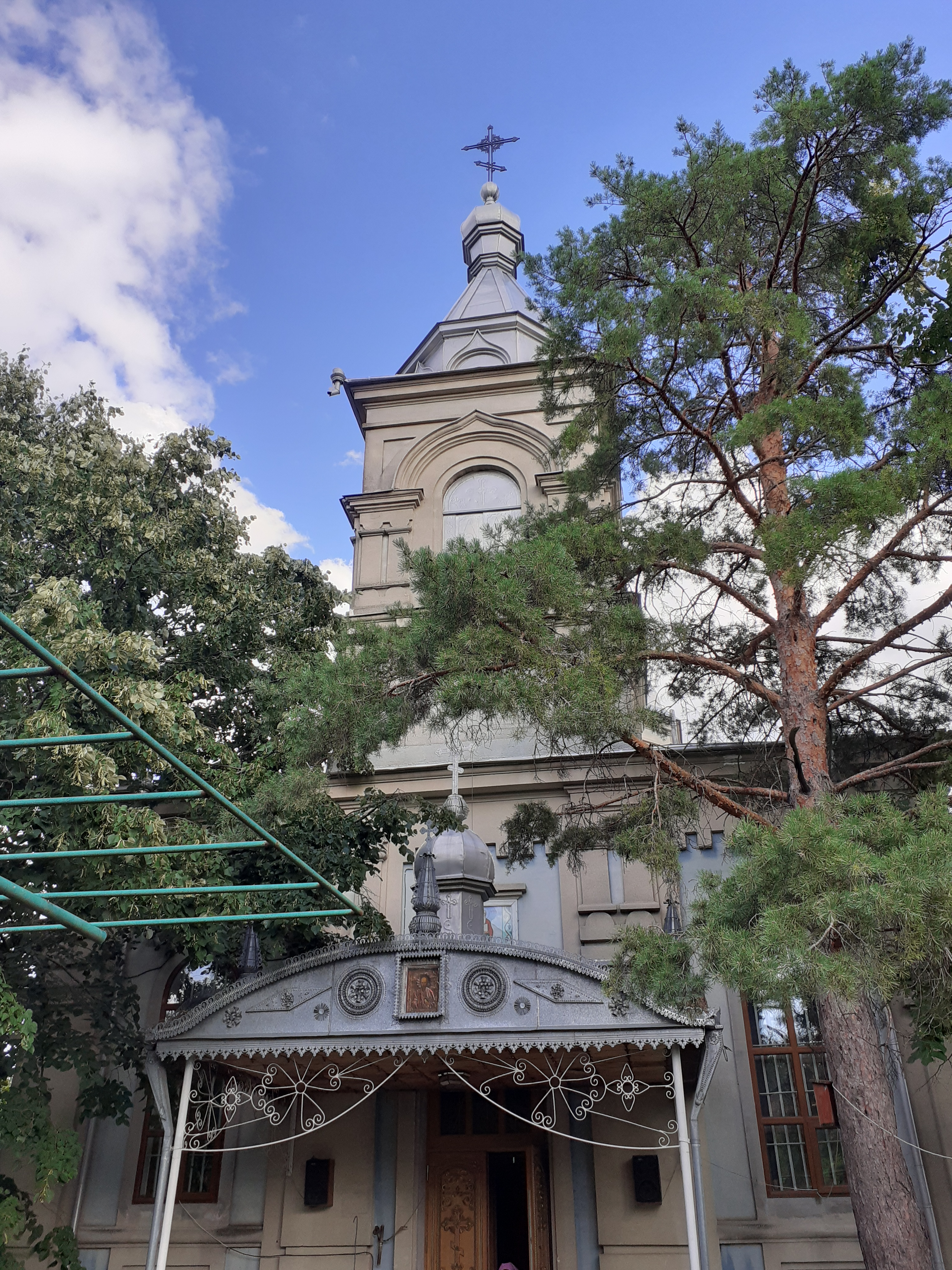
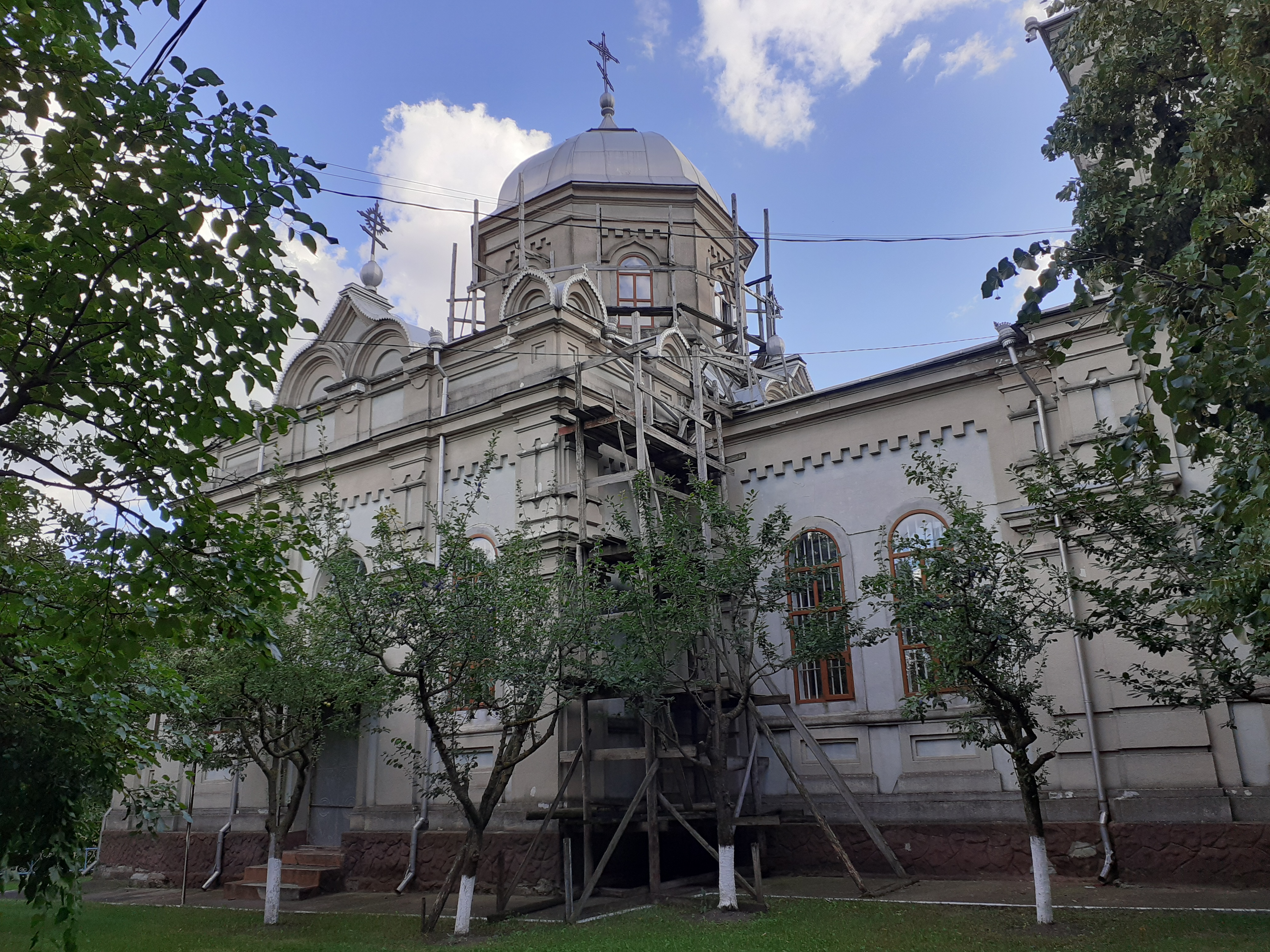
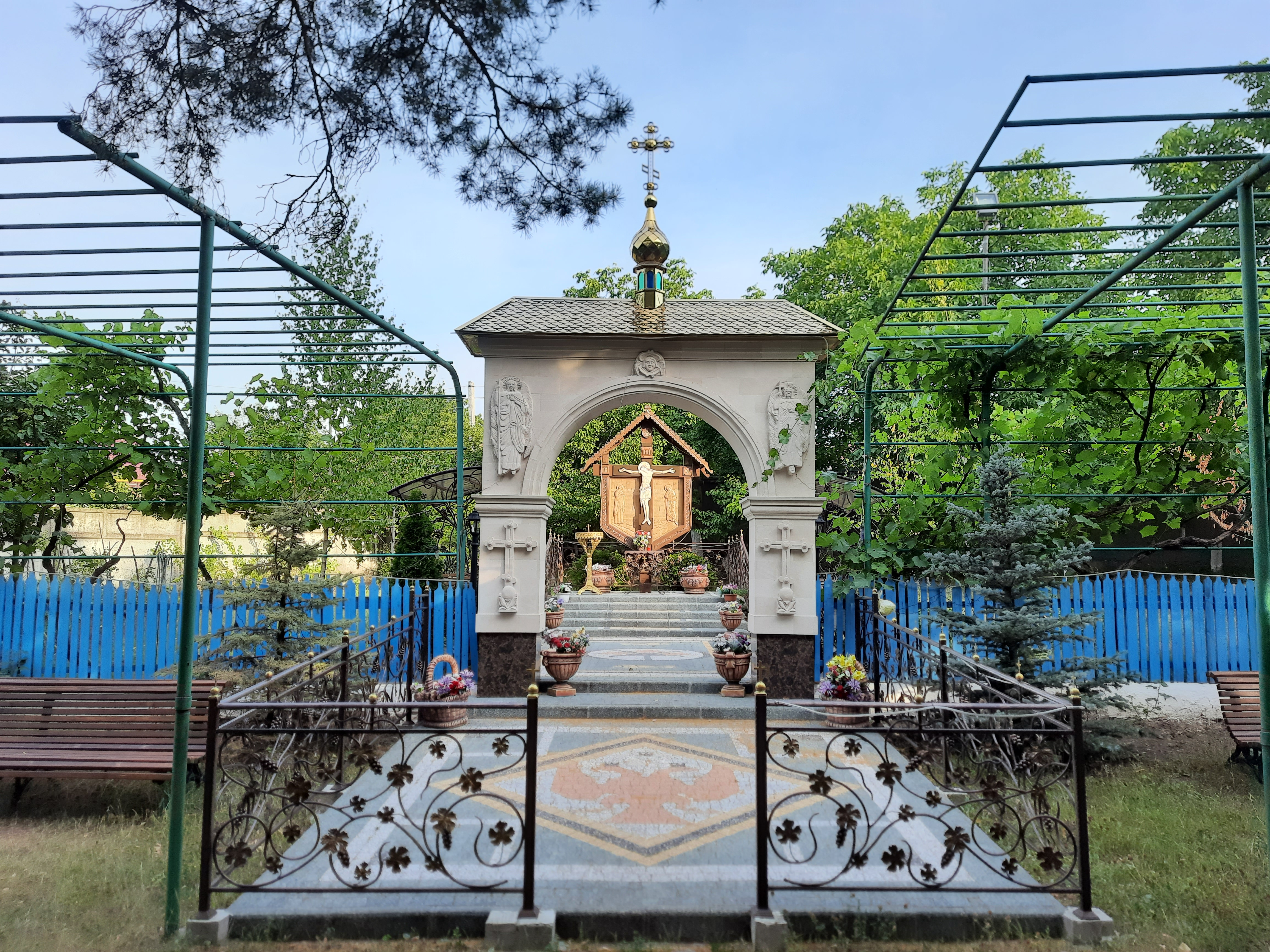

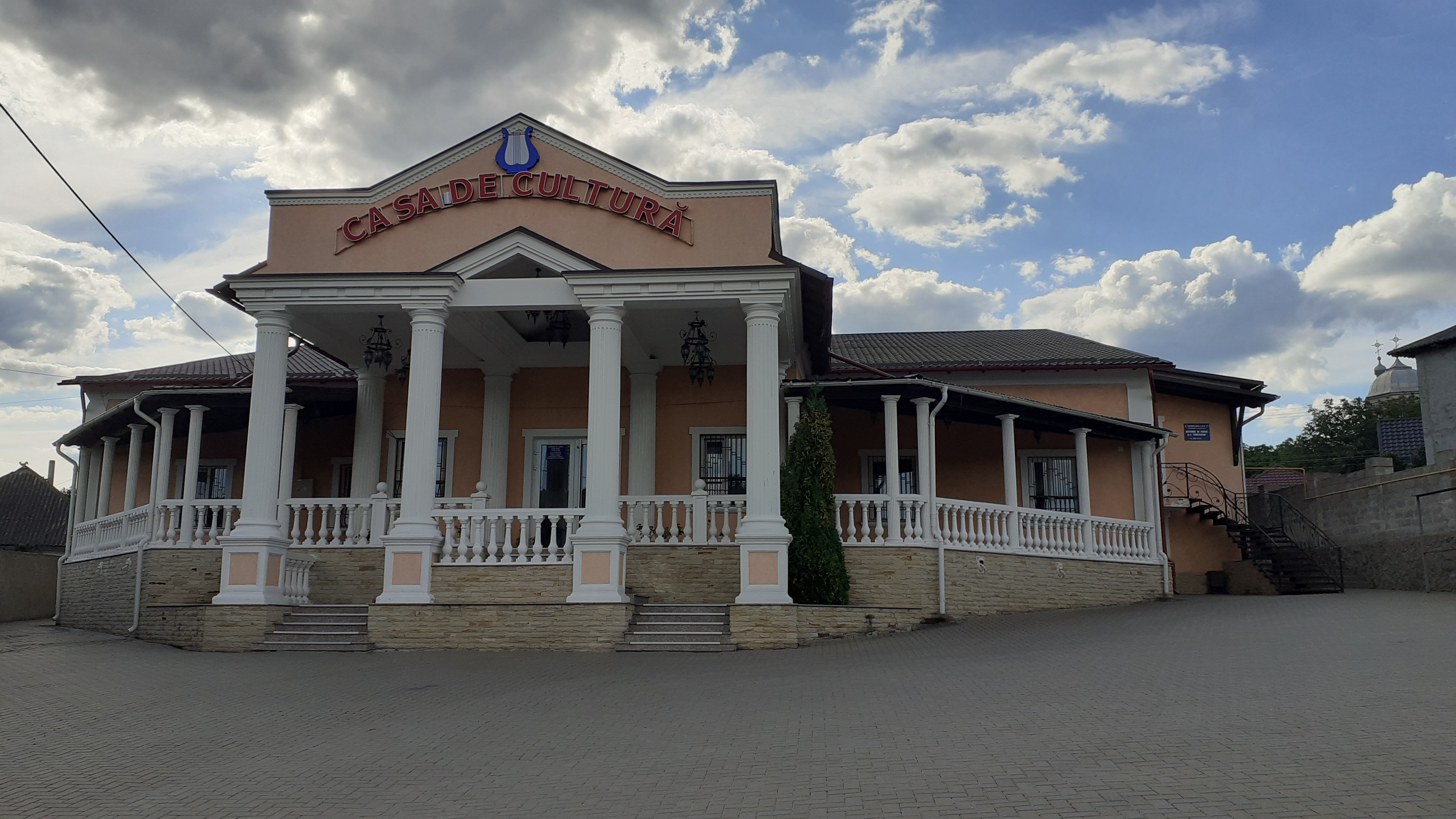
Casa de cultură
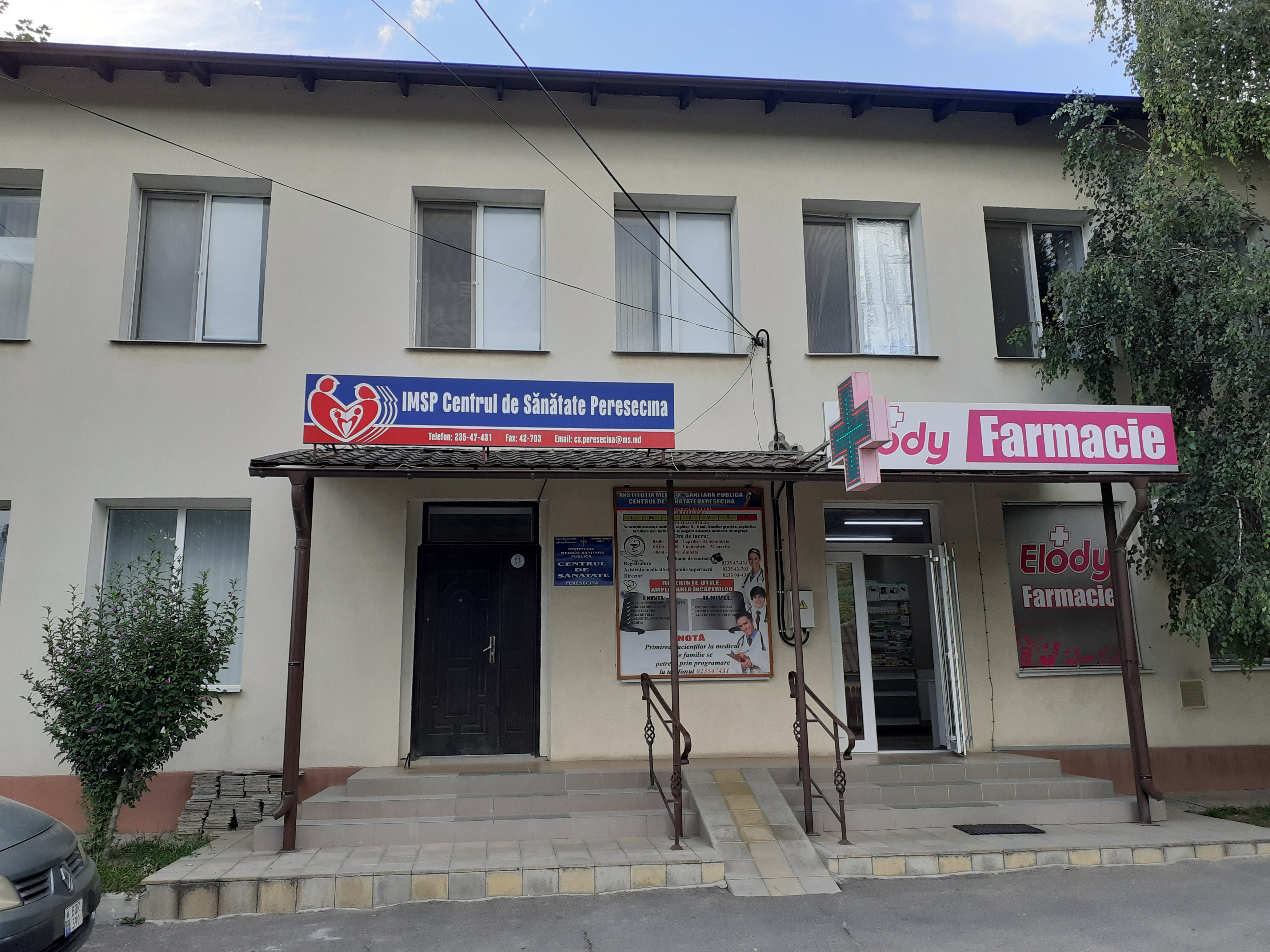
Centrul de sănătate
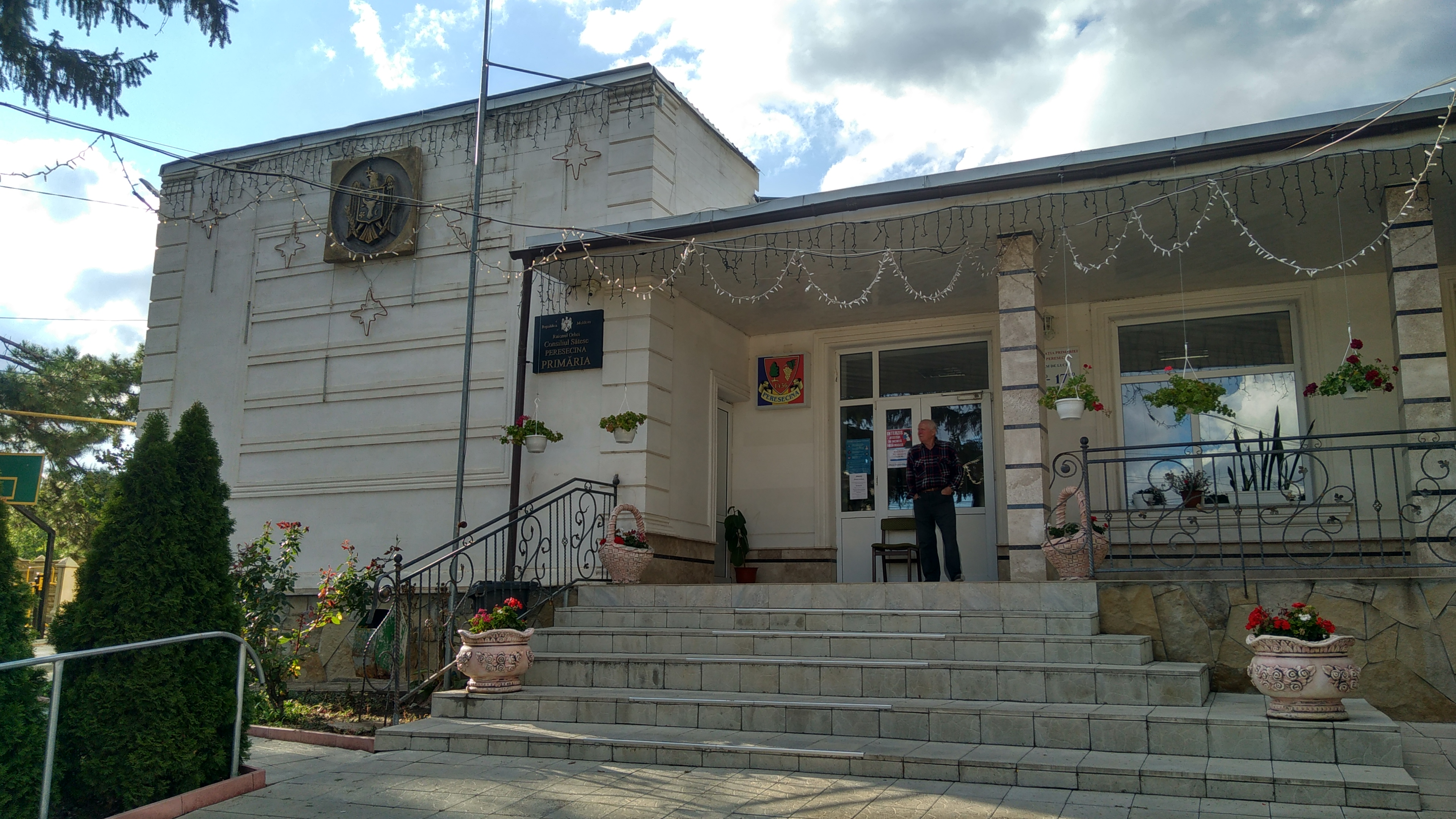
Primăria
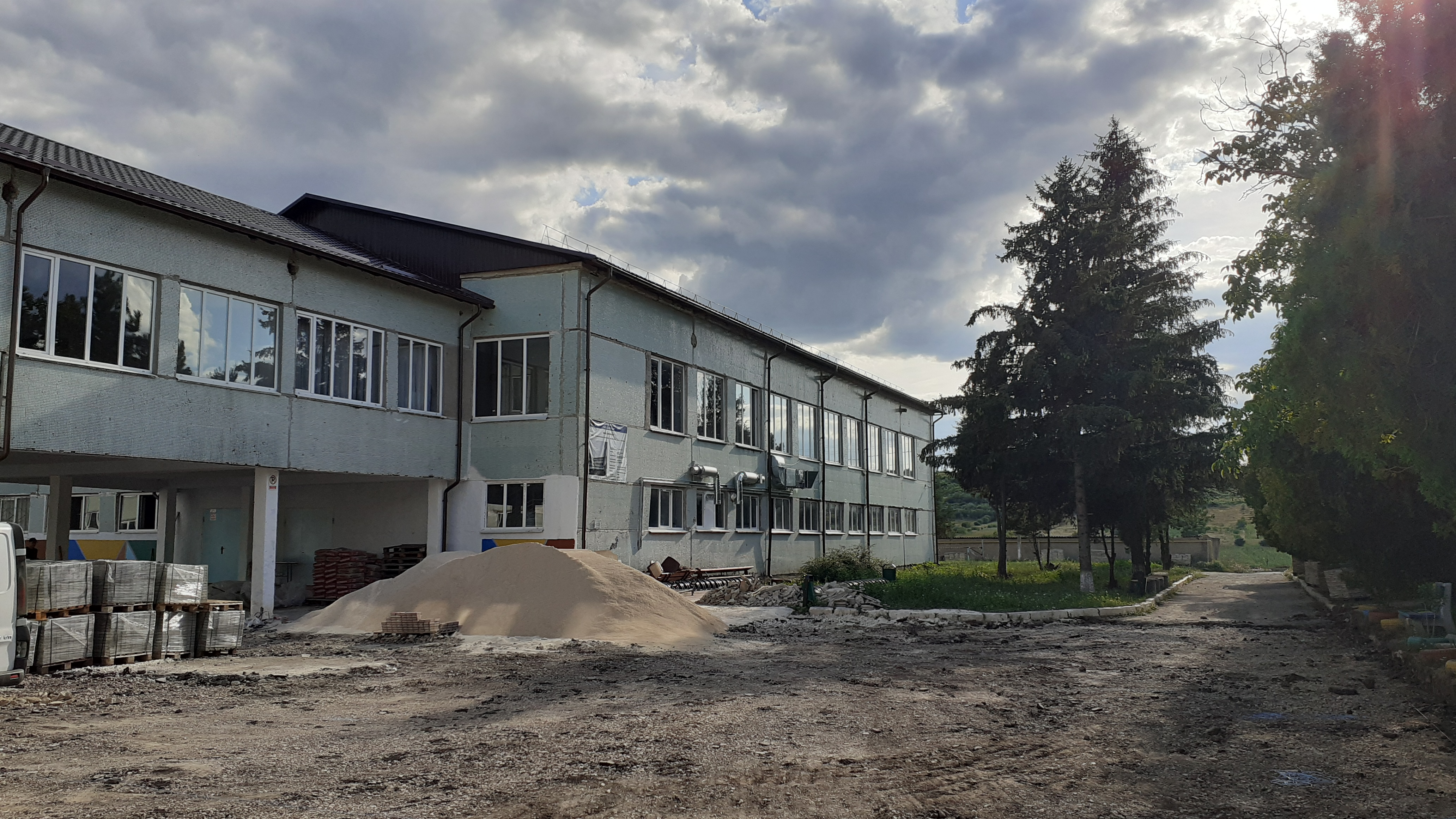
Liceul Teoretic „Alexandru Donici”
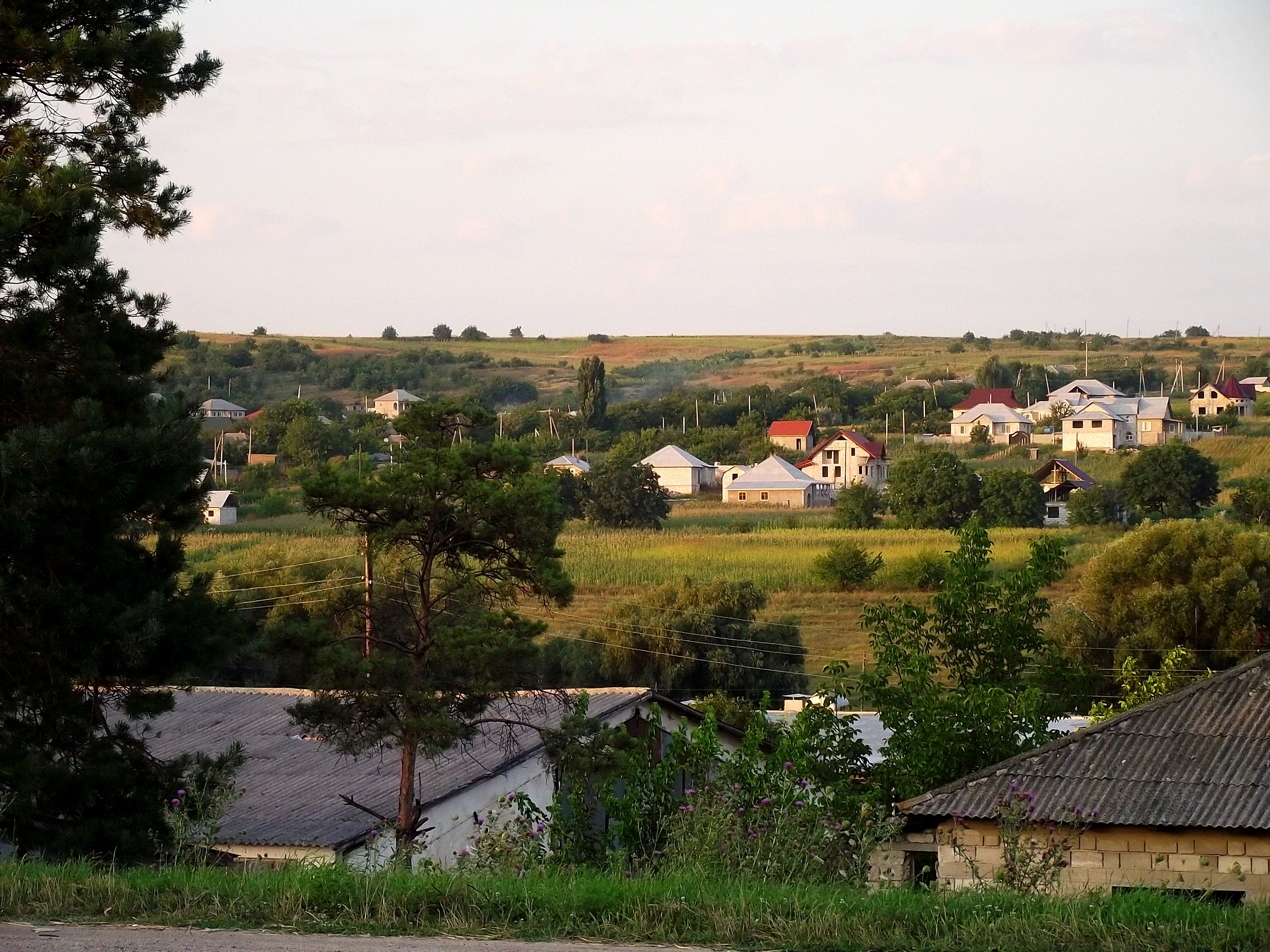

Biserica „Sf. Arhanghel Mihail”
Biserica „Sf. Ioan Teologul”
Monumente

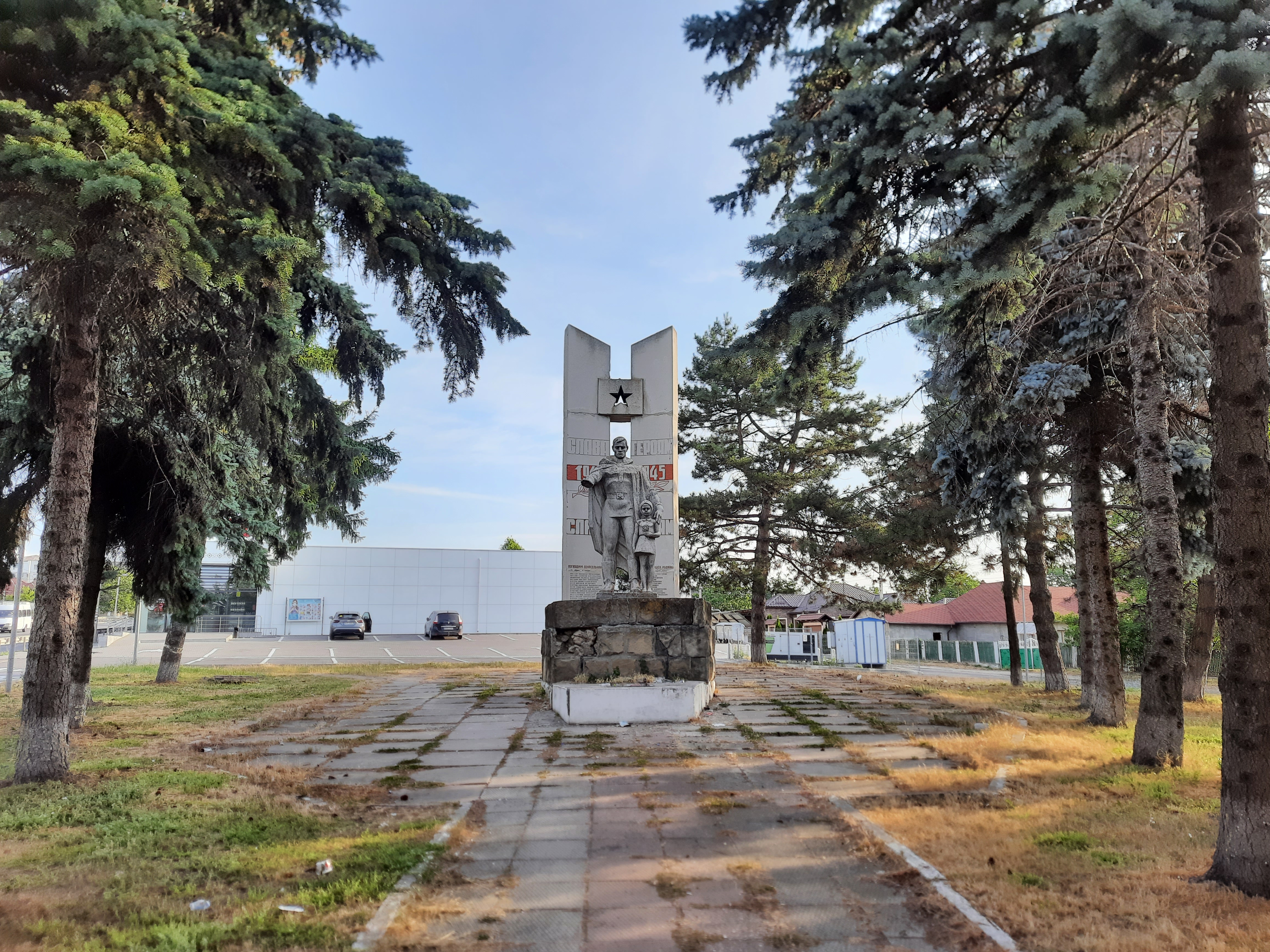
Monument la mormântul comun al ostașilor căzuți (73) în 1944 și în memoria consătenilor căzuți în 1941-45.
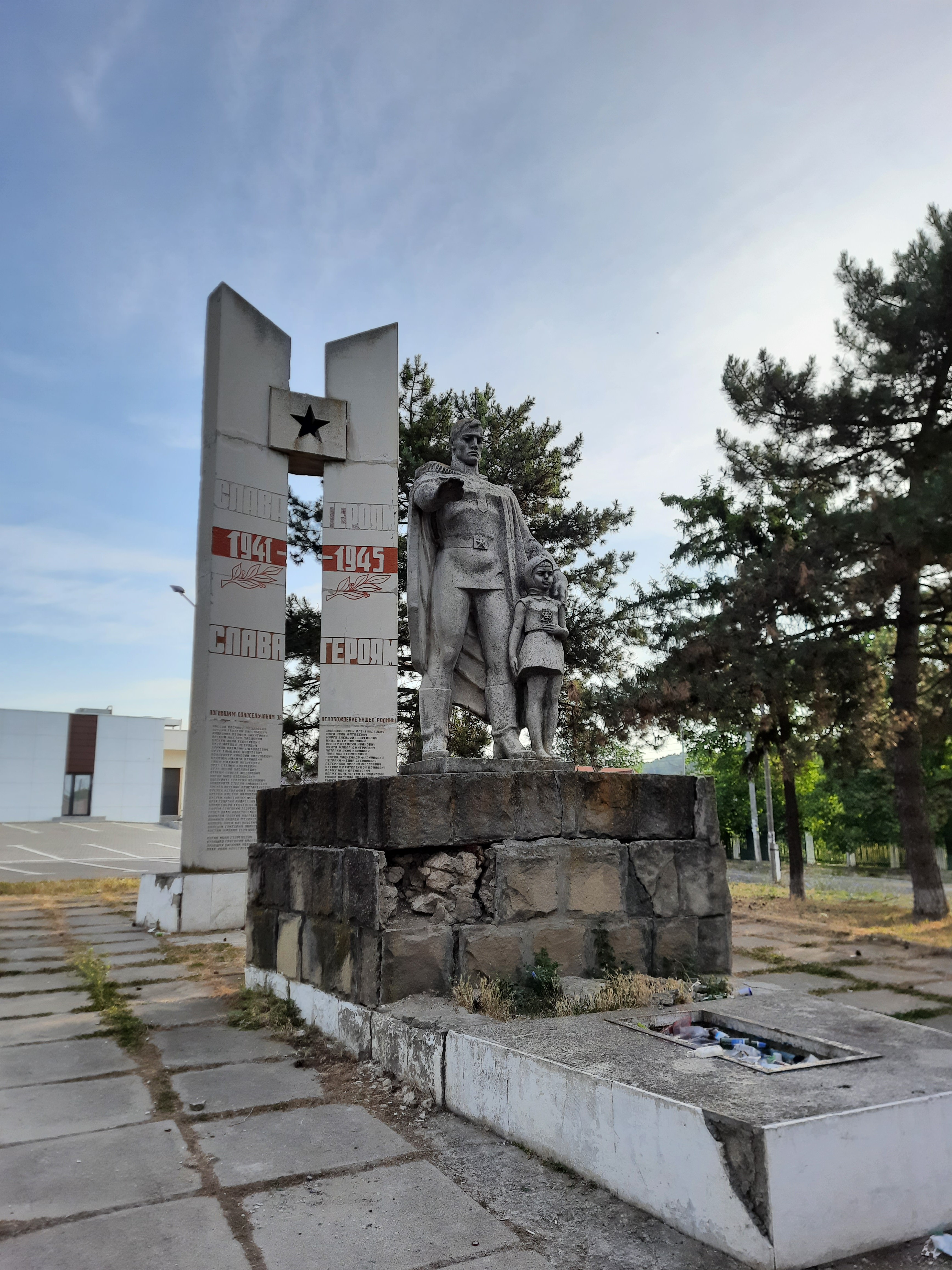
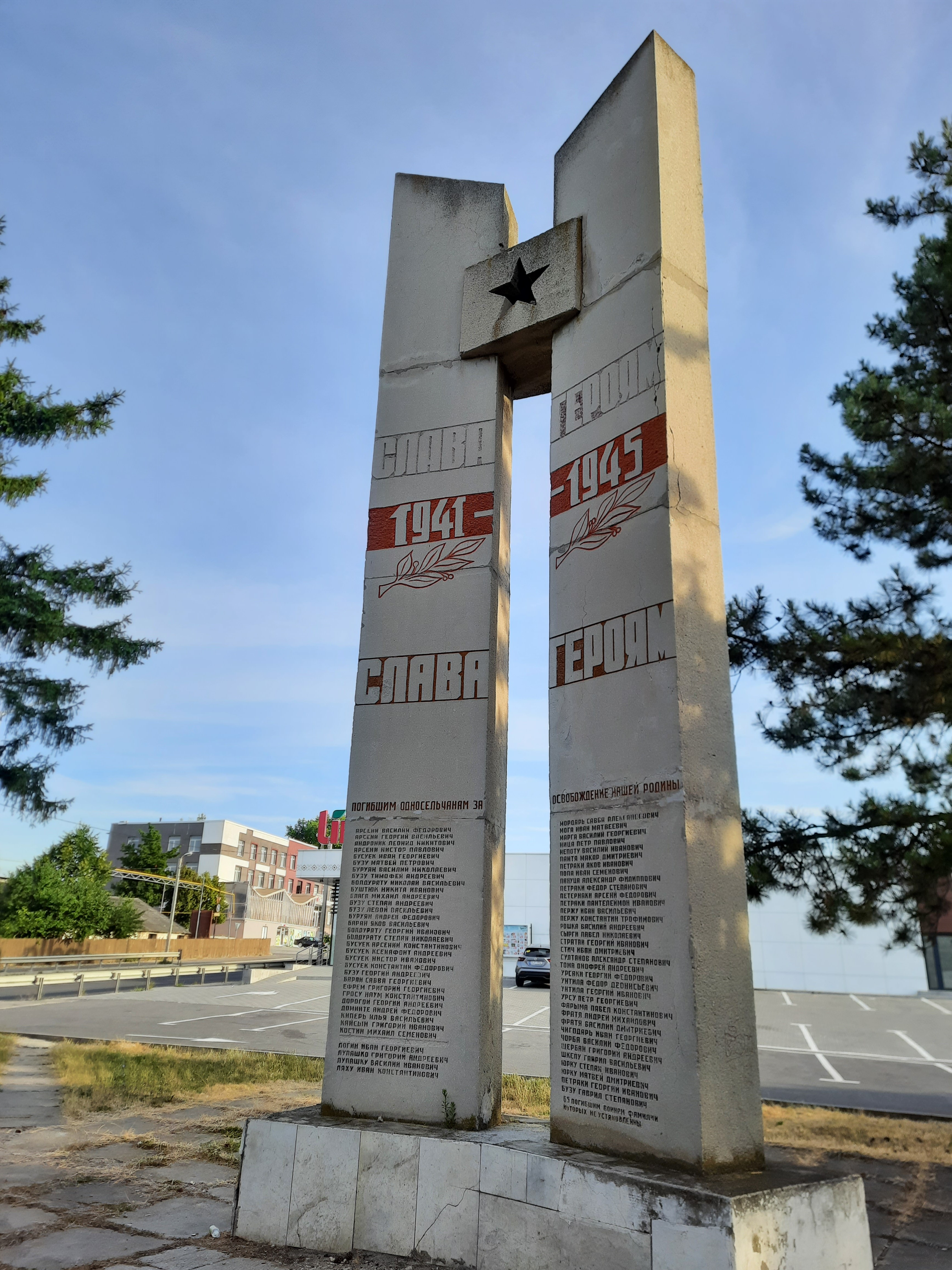
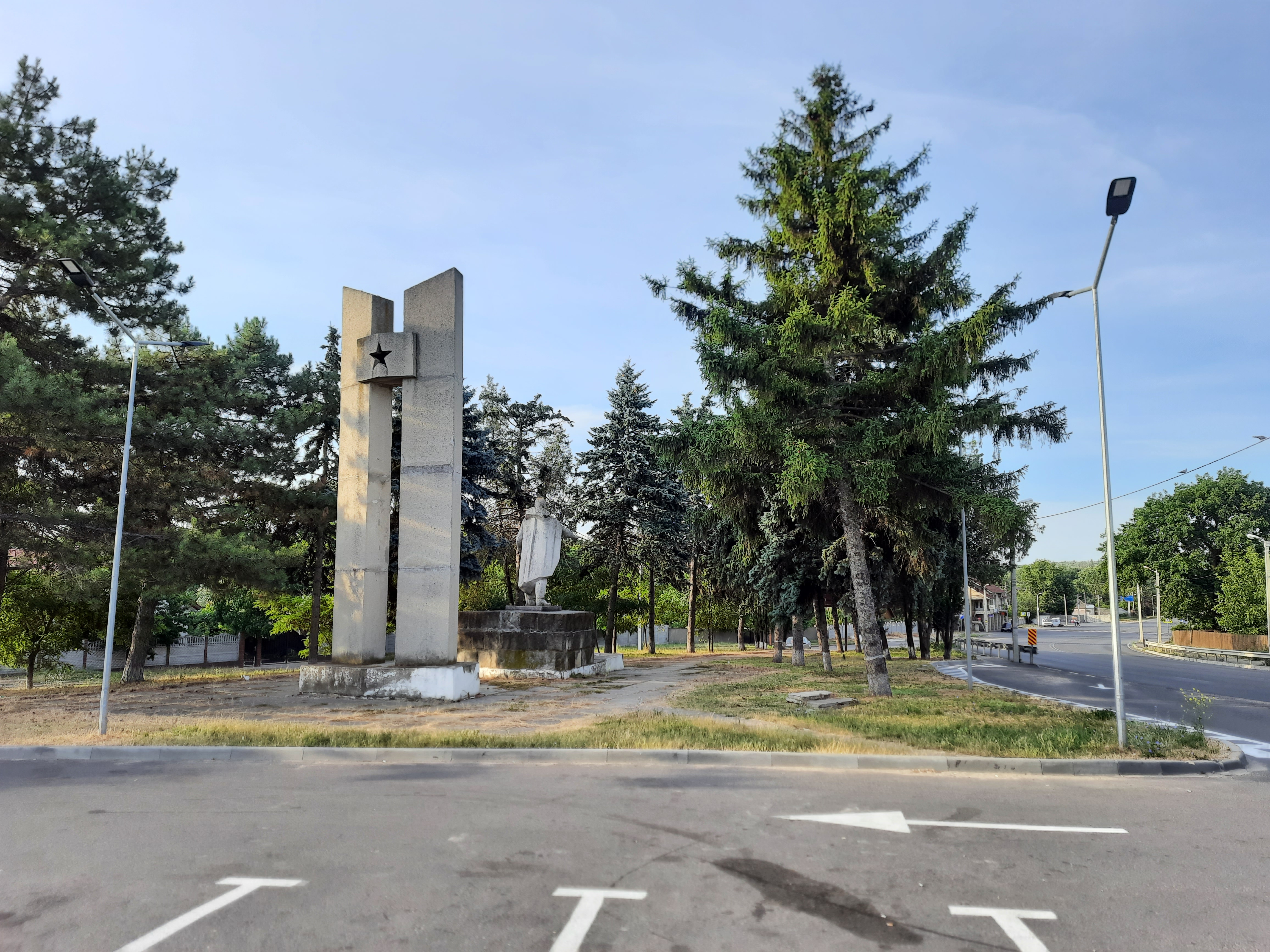
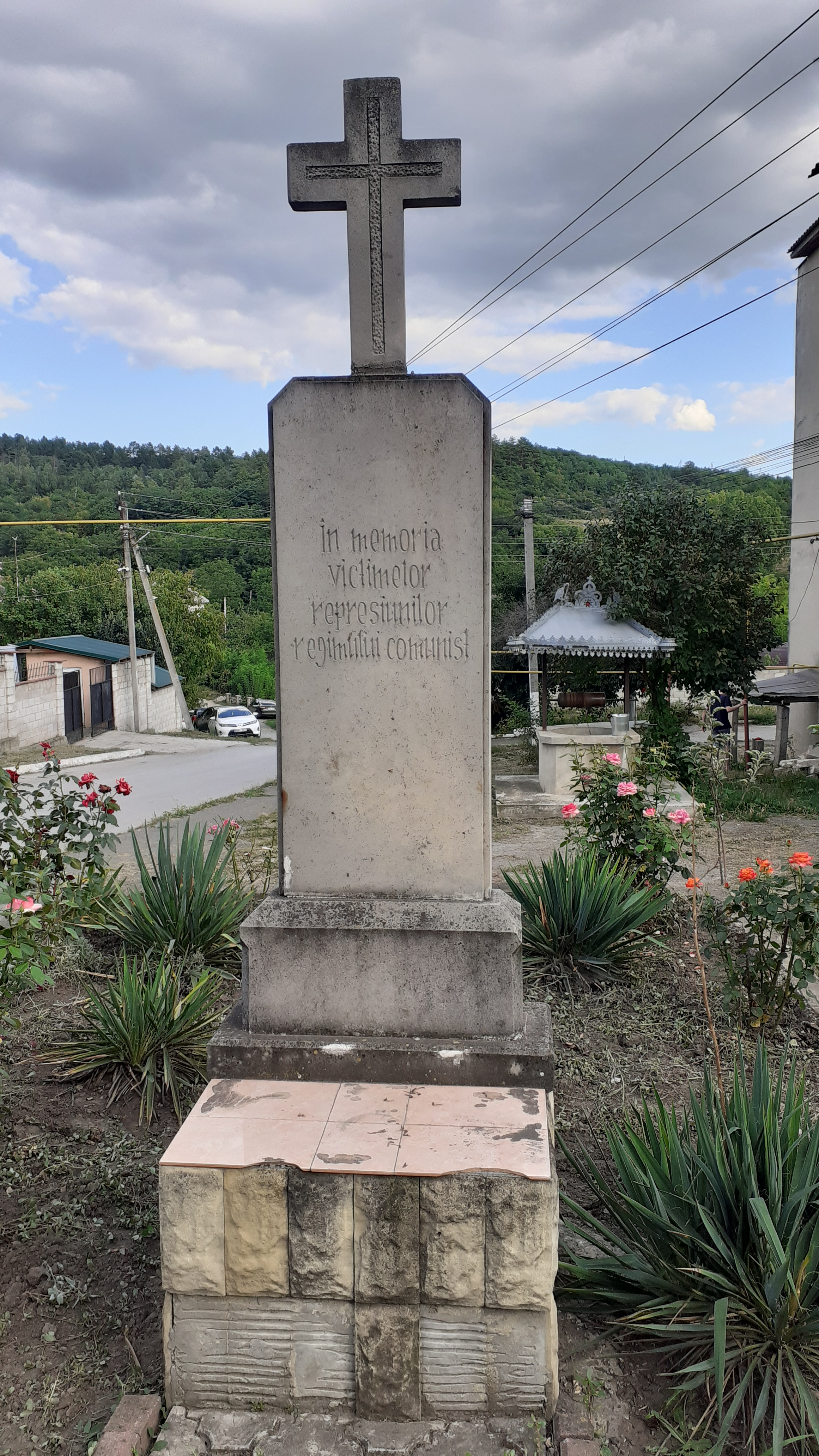
Monument în memoria victimelor represiunilor regimului comunist.
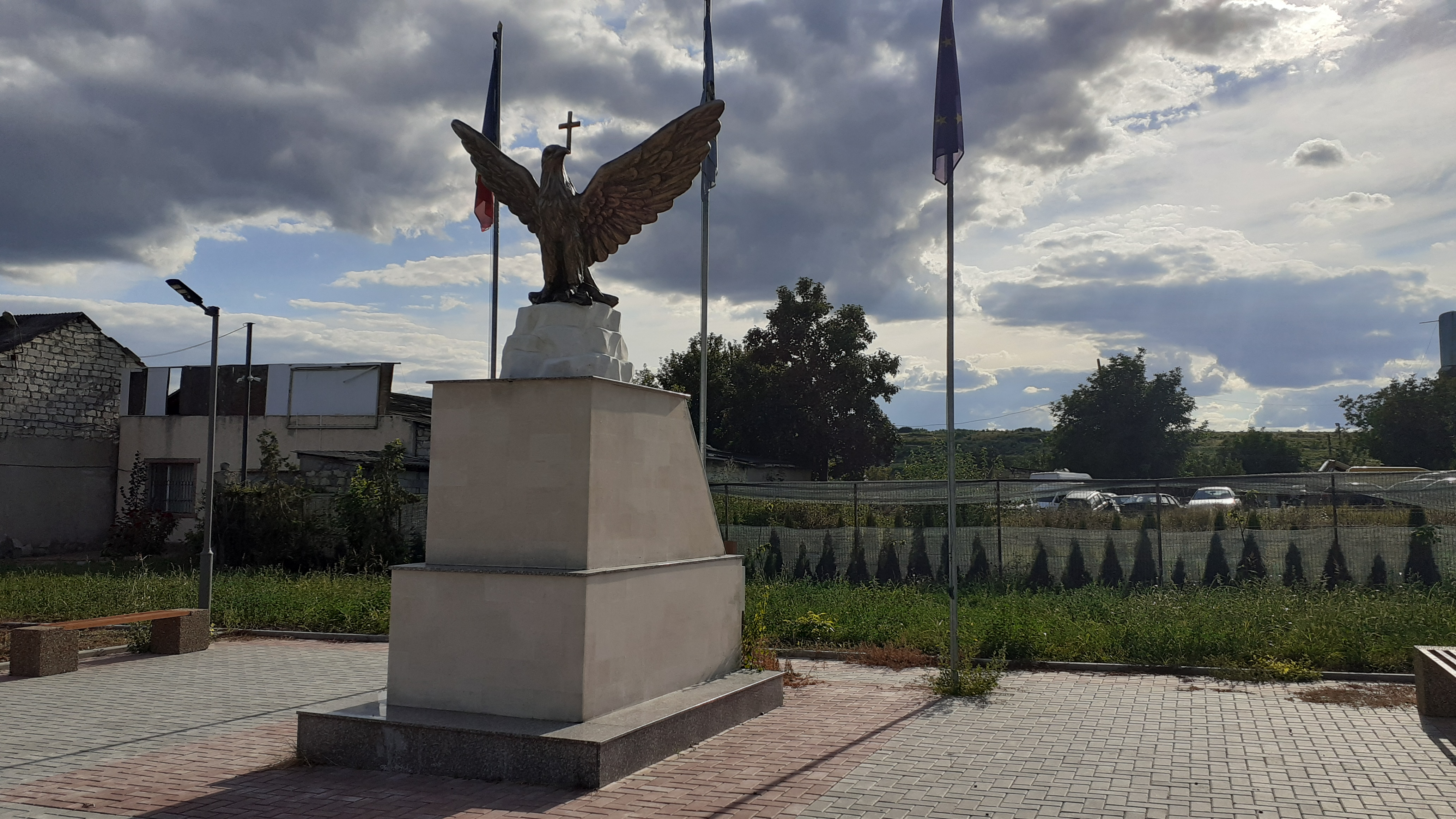

## Personalități
- Petru Șornikov (n. 1949), istoric și politician, fost deputat în Parlamentul Republicii Moldova.